# Telegramme (Walzer)
Telegramme ist ein Walzer von Johann Strauss (Sohn) (op. 318). Das Werk wurde am 12. Februar 1867 im Sofienbad-Saal in Wien erstmals aufgeführt.

## Einzelnachweis
1. ↑  Quelle: Englische Version des Booklets (Seite 65) in der 52 CDs umfassenden Gesamtausgabe der Orchesterwerke von Johann Strauß (Sohn), Hrsg. Naxos (Label). Das Werk ist als achter Titel auf der 23. CD zu hören.